# Caligo atreus
Caligo atreus is een vlinder uit de familie Nymphalidae. 

## Kenmerken
De vlinder heeft een oranje band over de vleugels. De soort heeft een spanwijdte van 140 tot 160 millimeter. 

## Verspreiding en leefgebied
De soort komt voor van Mexico tot Peru. 

## Leefwijze
De imagines vliegen in de schemering, en leven van sappen van rottend fruit.

## De rups en zijn waardplanten
De waardplanten van de soort komen uit de geslachten Musa en Heliconia, de soort kan schadelijk zijn in de bananenteelt. 